# Eßleben-Teutleben
Eßleben-Teutleben település Németországban, azon belül Türingiában. Lakosainak száma 287 fő (2017. december 31.). Eßleben-Teutleben Buttstädt községgel határos.

## Népesség
A település népességének változása:

| 2017 | 287 |